# Grus (gènere)
Grus és un dels gèneres de la família del grúids (Gruidae). Tradicionalment s'ha ubicat dins aquest gènere la major part de les espècies de la família, però estudis recents van demostrar que aquest gènere era parafilètic. Són grues grans, i moltes amb hàbits migradors.

## Taxonomia
Aquest gènere es classifica en cinc espècies:
- grua del Japó (Grus japonensis).
- grua cridanera (Grus americana).
- grua europea (Grus grus).
- grua monjo (Grus monacha).
- grua collnegra (Grus nigricollis).